# Демидовы (фильм)
«Демидовы» — советский исторический фильм 1983 года.

## Краткое содержание
Историческая сага о династии первых промышленников в России. В основе сюжета первой серии лежит история взаимоотношений Демидовых с Петром I. Сама первая серия начинается с момента встречи тульского оружейника с Петром Великим, после которой сам Демидов-старший берётся за производство фузей. Со временем это удаётся. Сам Демидов даже получает в подарок от царя отремонтированный им же личный пистолет Петра — подарок западного мастера. Одновременно Акинфий Демидов крутит любовь с крестьянкой Марьей, но отец насильно женит его и отправляет на Урал управлять Невьянским заводом. Много проблем возникает у Демидова-младшего, в особенности, возникает противостояние с местным воеводой. Воевода захватывает в плен и пытает крестьянина Пантелея, который открывает залежи ценных руд. Пантелей умирает, но уносит в могилу свою тайну, хотя впоследствии Пантелеева жила была заново открыта. Одновременно жена Акинфия Евдокия травит Марью, хотя та чудом выживает и затем отправляется на Урал вместе с другими приписными крестьянами. В короткий срок по указанию Петра Акинфий Демидов наладил производство чугуна, пушек, что позволило России одержать ряд исторических побед. Первая серия завершается моментом приезда в Петербург Демидова-старшего и его сыновей в канун смерти Петра Великого.
Действие второй серии развивается в период царствования Анны Иоанновны, когда Акинфий Демидов стал полновластным хозяином на Урале и сумел противопоставить себя жестокому и хитрому правителю Бирону.

## В ролях
- Евгений Евстигнеев — Никита Демидович Антуфьев
- Вадим Спиридонов — Акинфий Демидов
- Александр Лазарев — Пётр I
- Леонид Куравлёв — Меншиков
- Михаил Козаков — Бирон
- Татьяна Ташкова — Марья
- Любовь Полехина — Евдокия Коробкова-Демидова
- Людмила Чурсина — Екатерина I
- Лидия Федосеева-Шукшина — Анна Иоанновна
- Валерий Золотухин — Пантелей
- Николай Скоробогатов — Гудилин
- Юрий Назаров — Стренберг
- Михаил Зимин — Вяземский
- Василий Корзун — Татищев
- Владимир Балашов — де Геннин
- Юрий Саранцев — воевода
- Олег Видов — Нефёдов
- Всеволод Ларионов — Ушаков
- Александр Ермаков — Григорий Демидов
- Николай Мерзликин — Платон
- Лев Борисов — Крот
- Виктор Григорьев — Лиходеев, приказчик Демидовых
- Михаил Бочаров — Кулебяка
- Игорь Боголюбов — Яков
- Анатолий Азо — солдат
- Николай Бадьев — дедушка
- Михаил Васильев — Коробков, купец, отец Евдокии
- Евгений Гвоздёв
- Надежда Горшкова — Глаша, дочь Гудилина (в титрах — Н. Боргесани-Горшкова)
- Игорь Ефимов — купец
- Валерий Козинец — мастер
- Вера Титова — Евдокия Федотовна, жена Никиты Демидова
- Любовь Тищенко — жена Гудилина (в титрах — Л. Тыщенко)
- Виталий Четков — Александр, сын Меньшикова (нет в титрах)

## Съёмочная группа
- Режиссёр-постановщик — Ярополк Лапшин
- Авторы сценария — Владимир Акимов, Эдуард Володарский
- Оператор-постановщик — Анатолий Лесников
- Художник-постановщик — Юрий Истратов
- Композитор — Юрий Левитин
- Текст песен — Виктор Боков
- Звукорежиссёр — Маргарита Томилова

## Фестивали и награды
- 1984 — 17 Всесоюзный кинофестиваль (Киев) в программе художественных фильмов: специальный диплом жюри — фильму «Демидовы»[1].

## Оценки фильма
Культуролог Наталья Кириллова написала: «Постановщики и исполнители главных ролей Е. Евстигнеев и В. Спиридонов поняли и передали сущность натуры и деятельности отца и сына Демидовых».
«Фильм многофигурный, многоплановый, — продолжала свой анализ Н. Кириллова. — Он отмечен рядом актёрских удач исполнителей не только главных ролей, но и персонажей исторического окружения — А. Лазарева (Пётр I), В. Золотухина (Пантелей), Л. Куравлёва (Меншиков), Л. Полехиной (Евдокия), М. Козакова (Бирон), Л. Чурсиной (Екатерина I), Л. Федосеевой-Шукшиной (Анна Иоанновна). Эти и другие образы как бы документируют исторический фон действия, выявляя его основную идею».